# Phidyle
Phidyle is een monotypisch geslacht van spinnen uit de  familie van de Anyphaenidae (buisspinnen).

## Soort
- Phidyle punctipes Nicolet, 1849